# Šilinės apylinkės
Šilinės apylinkės este o arie protejată (arie specială de conservare — SAC, sit de importanță comunitară — SCI) din Lituania întinsă pe o suprafață de 37 ha, integral pe uscat.

## Localizare
Centrul sitului Šilinės apylinkės este situat la coordonatele 55°05′26″N 22°56′54″E / 55.0906°N 22.9483°E.

## Înființare
Situl Šilinės apylinkės a fost declarat sit de importanță comunitară în ianuarie 2004 pentru a proteja 1 specie de animale. Situl a fost protejat și ca arie specială de conservare în aprilie 2022.

## Biodiversitate
Situată în ecoregiunea boreală, aria protejată conține 4 habitate naturale: Pajiști uscate seminaturale și facies de acoperire cu tufișuri pe substraturi calcaroase (Festuco-Brometalia) (* situri importante pentru orhidee), Taiga vestică, Pășuni din zone de pădure fino-scandinave, Păduri de stejar sau de stejar și carpen sub-atlantice și medio-europene de Carpinion betuli.
La baza desemnării sitului se află o specie protejată de  nevertebrate: Osmoderma barnabita.
Pe lângă speciile protejate, pe teritoriul sitului au mai fost identificate 3 specii de nevertebrate.